# Acácio Lino

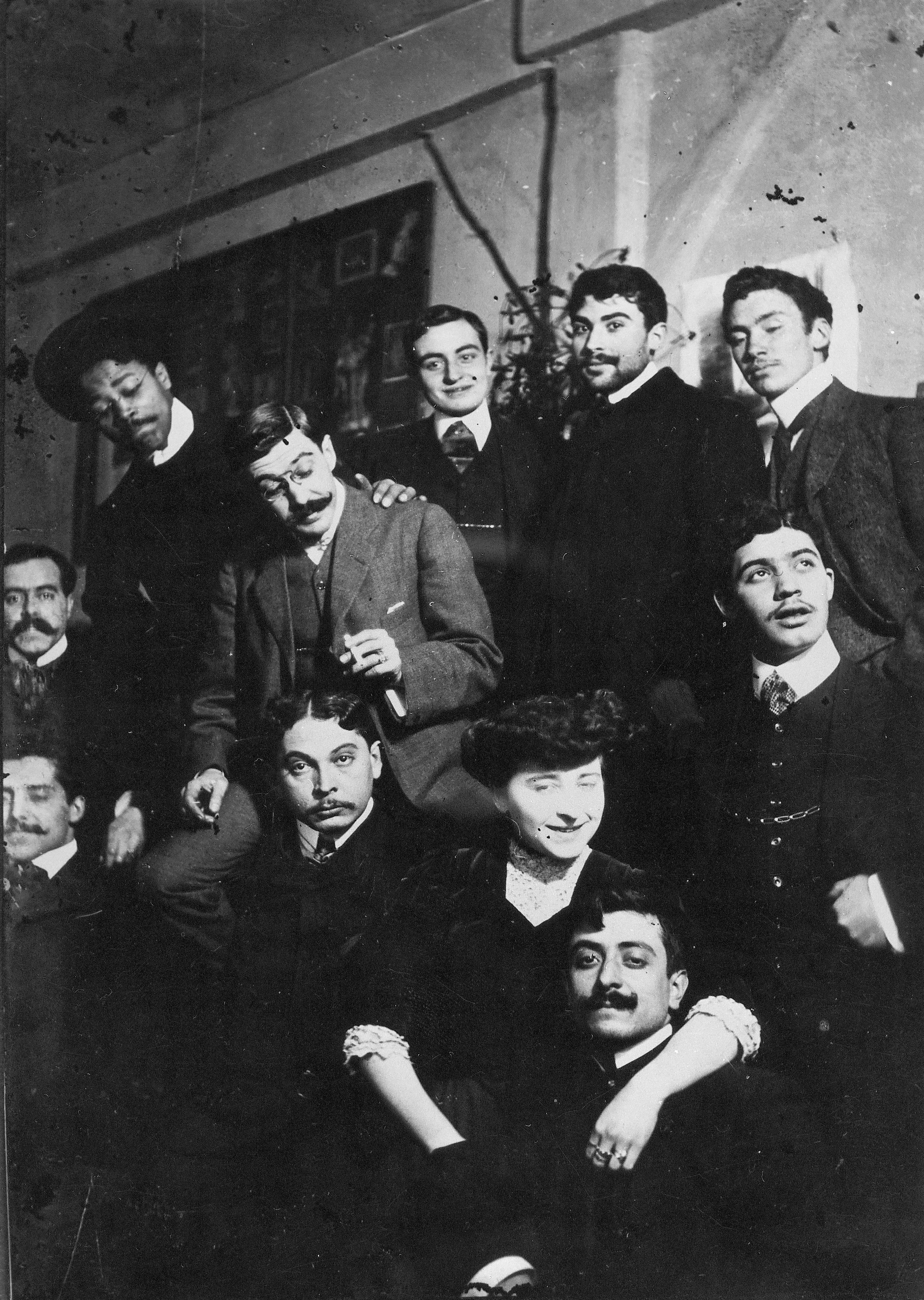
Ateliê de Acácio Lino em Paris

Acácio Lino de Magalhães ComSE • ComC (Travanca, Amarante, 25 de Fevereiro de 1878 – Porto, 18 de Abril de 1956) foi um pintor e escultor português.
Estudou na Escola de Belas-Artes do Porto e pintura terminando a sua formação com distinção, onde foi discípulo do pintor Marques de Oliveira, nos cursos de escultura, arquitectura, desenho e pintura terminando a sua formação com distinção.
Em seguida estagia em França (com Jean-Paul Laurens e Cormon), Itália e Suíça.
Depois do falecimento do escultor Teixeira Lopes, ocupa o seu lugar na Escola de Belas-Artes do Porto.
Está representado no Museu Nacional de Arte Contemporânea, em Lisboa, Museu Nacional Soares dos Reis, no Porto, Museu Grão Vasco em Viseu e o Museu de José Malhoa, nas Caldas da Rainha. Foi um dos responsáveis pela decoração do Teatro Nacional S. João no Porto.
A 28 de janeiro de 1943, foi agraciado com o grau de Comendador da Ordem Militar de Sant'Iago da Espada. A 24 de fevereiro de 1948, foi agraciado com o grau de Comendador da Ordem Militar de Cristo.